# Kanárek (film)
Kanárek je český psychologické filmové drama z roku 1999 a celovečerní debut režiséra Viktora Tauše, který se i sám ujal hlavní role. Scénář k filmu napsal divadelník Boris Hybner.

## Děj
Příběh sleduje mladého filmaře Vikiho, který si libuje ve filmech Quentina Tarantina a stále hledá inspiraci pro natočení svého dokumentárního filmu. Při bádání v podsvětí a setkávání se s narkomany a bezdomovci rychle propadne drogám, zejména heroinu. Potýká se s abstinenčními příznaky, strachem a bezmocí. Drogy mu dodává místní narkoman Miki. Když zemře, Vikiho stav se mnohem zhorší. 

## Obsazení
- Viktor Tauš jako Viki
- Mikuláš Křen jako Miki
- Vanda Hybnerová jako Vanda
- Milan Hlavsa jako Mejla
- Saša Rašilov mladší jako Knap
- Jiří Schmitzer jako Jiří
- František Černý jako Hořejš
- Eva Turnová jako Eva
- Hana Čížková jako Meloušková
- Pavel Melounek jako Meloušek
- Olga Sommerová jako matka
- Gustav Tauš jako otec
- Kristýna Frejová jako Kristýna
- Zdeněk Vencl jako Dobeš

## Hudba
Titulní píseň filmu se jmenuje Kanárek od skupiny The Plastic People of the Universe.

## Lokace
Film se natáčel v Praze. Především v částech Smíchov, náměstí Jiřího z Poděbrad a Kavčí hory.